# Църна река (дем Пеония)
Вижте пояснителната страница за други значения на Църна река.
Цъ̀рна рѐка (изписване до 1945 година: Църна рѣка; на гръцки: Κάρπη, Карпи, до 1926 година: Τσέρνα Ρέκα, Церна река) е село в Егейска Македония, Гърция, част от дем Пеония в административна област Централна Македония.

## География
Селото е разположено на 445 m надморска височина, на 5 km северно от Гумендже (Гумениса) в източните склонове на планината Паяк (Пайко).

## История

### В Османската империя
В края на XIX век Църна река е едно от влашките (мъгленорумънски) села в областта Влахомъглен в Османската империя. Църквата „Свети Атанасий“ е от средата на XIX век. Александър Синве („Les Grecs de l’Empire Ottoman. Etude Statistique et Ethnographique“), който се основава на гръцки данни, в 1878 година пише, че в Черна река (Tcherna-Rieka), Воденска епархия, живеят 300 гърци.
На австро-унгарската военна карта е отбелязано като Черна река (Černareka), както и на картата на Йоргос Кондоянис (Τσερναρέκα), християнско село. Според Николаос Схинас („Οδοιπορικαί σημειώσεις Μακεδονίας, Ηπείρου, Νέας οροθετικής γραμμής και Θεσσαλίας“) в средата на 80-те години на XIX век Черна река (Τσέρνα Ρέκα) е село с 50 християнски семейства.
„... селото Черна-Рѣка... е отдалечено 3 1/2 часа отъ Люмница. Въ селото имаше голѣмо оживление, бѣше празника на черковата имъ. Възползувахъ се отъ случал и снѣхъ нѣколко моментни снимки отъ хората, а надвечеръ разгледвахъ общата имъ черковна трапеза, която обаче не бѣше приготвена отъ самата черкова, а отъ селенитѣ било съ пари или пъкъ въ натура.
Слѣзохме при кмета Христо Софче, който ни прие доста радостно. Храната бѣ прѣкрасна, а нощното ми легло не бѣ удобно, защото бѣше приготвено вънъ на чардака, та ми бѣше студено. Квартирата ми бѣше една нова кѫща, въ която още не бѣха се прѣнесли да живѣятъ.
Тѣзи хора тука сѫ по-култивирани, отколкото онѣзи изъ влашкитѣ села по Караджова планина. Селенитѣ сѫ свободни, иматъ добри нивя и копринарството е доста развито. Ако тѣ пакъ не виждатъ бѣлъ день, причината за това сѫ голѣмитѣ данъци. „Турчинътъ и владиката, каза ми добрия Христо, работятъ заедно, за да събличатъ насъ бѣднитѣ селени." Забѣлѣзва се при все това едно извѣстно благосъстояние въ сравнение съ другитѣ села.
Кѫщитѣ сѫ построени добрѣ, а нѣкои отъ тѣхъ сѫ двуетажни. Облѣклото на хората е сѫщо такова, каквото и на българетѣ отъ равнината. Женитѣ носятъ копринени кърпи и прѣстилки и се труфятъ съ венециански златни монети, наречени венедичко. Особенно бие въ очи голѣмата чистота, която въ празднични дни достига до висша степенъ.
Жителитѣ въ това село иматъ гръцко училище, но прѣдпочитатъ да иматъ българско. Българскиятъ езикъ подкача отскоро да се распространява и нѣма да мине много врѣме и въ Черна-Рѣка ще стане тъй, както и въ Баровица, което село е отдалечено два часа оттука и въ което само старитѣ хора говорятъ влашки.
Езикътъ се отличава малко отъ оня въ Люмница и има доста аромѫнски думи, защото прѣзъ есеньта дохаждатъ доста аромѫне отъ високото лѣтно село Ливади и прѣкарватъ тукъ студеното врѣме. Въ Черна-Рѣка, сѫ се омѫжили нѣколко момичета и за аромѫне. Обратното не се случва никакъ, защото аромѫнина е много гордъ и не дава дъщеря си на селенинъ, та послѣ да работи прѣсилната полска работа.“
Според статистиката на Васил Кънчов („Македония. Етнография и статистика“) в 1900 година в Църна рѣка живеят 400 българи християни. Но според Густав Вайганд и Теодор Капидан за разлика от съседните мъгленорумънски села Конско, Серменин и Баровица (днес Кастанери) българизацията в Църна река не е напреднала.
Селото признава върховенството на Българската екзархия. През май 1880 година са арестувани мухтарите на няколко енидженски села и от тях е изискано поръчителство, че са благонадеждни, което би могъл да даде само гръцкия митрополит. Така митрополит Йеротей Воденски успява да откаже от Екзархията селата Крива, Баровица, Църна река, Тушилово, Петрово, Бозец, Постол, Геракарци и Кониково.
Според секретаря на Екзархията Димитър Мишев („La Macédoine et sa Population Chrétienne“) в 1905 година в Църна река (Tzerna-reka) има 672 българи патриаршисти гъркомани и в селото има гръцко училище.
След Младотурската революция в 1909 година жителите на селото изпращат следната телеграма до Отоманския парламент:
| „ | Селската ни черква и училището са предадени от правителството на 40 къщи, подведомствени на Патриаршията, а ние, които сме 80 къщи, няма къде да извършваме религиозните си обреди и децата ни са лишени от всякакво възпитание. Молим най-настойчиво да благоволите и дадете разрешение на този въпрос в най-благоприятен смисъл. От името на българското население в с. Църна река кмет Никола. | “ |

Според данни на кукушкия околийски училищен инспектор Никола Хърлев през 1909 година в Църна река има назначен от Екзархията български учител, но властите не допускат отварянето на българско училище поради статуквото.
По данни на Екзархията в 1910 година Църна рѣка има 165 семейства, 943 жители власи и една черква.
В 1910 година Халкиопулос пише, че в селото (Τσερναρρέκα) има 270 румънеещи се и 373 патриаршисти власи.

### В Гърция
През Балканската война в селото влизат гръцки части и след Междусъюзническата война в 1013 година селото попада в Гърция. В 1912 година е регистрирано като селище с християнска религия и влашки език. Към 1912 година в селото има 165 влашки семейства. Преброяването в 1913 година показва Църна река (Τσερναρέκα) като село с 423 мъже и 389 жени. Селото пострадва от Първата световна война.
Част от жителите му се изселват в България. Ликвидирани са 3 имота на жители, преселили се в България.  Боривое Милоевич пише в 1921 година („Южна Македония“), че Църна река (Црна Река) има 125 къщи власи християни.
В 1926 година селото е прекръстено на Карпи.
През есента на 1944 година селото е изгорено от германските окупационни войски и гръцки колаборационисти.
През зимата на 1947 година по време на Гражданската война (1946 - 1949) по-голямата част от жителите на селото са изселени и настанени в Гумендже и Горгопик. След нормализацията на ситуацията селото е обновено. Отделни семейства бягат в Югославия и източноевропейските държави.
Селото традиционно се занимава с производство на пшеница, картофи, както и с бубарство и скотовъдство.
| Име                         | Име            | Ново име    | Ново име     | Описание                                                          |
| --------------------------- | -------------- | ----------- | ------------ | ----------------------------------------------------------------- |
| Пац                         | Πάτσι          | Полидроми   | Πολύδρομον   | местност на ЗСЗ от Църна река                                     |
| Тарастина                   | Γαραστίνα      | Мандрия     | Μαντριά      | гора на СЗ от Църна река                                          |
| Валераци                    | Παλάρτοι       | Мелисия     | Μελίσσια     | река и местност на С от Църна река                                |
| Понор                       | Πανώρ          | Панорама    | Πανώραμα     | възвишение на СИ от Църна река (466,8 m)                          |
| Кодру Ковач                 | Κόντρου Κουβάτ | Петалос     | Πεταλάς      | възвишение на ЮИ от Църна река (425,1 m)                          |
| Мехмет Фадана               | Μεμέτ Φαντάνα  | Вриси       | Βρύση        | местност на ЮИ от Църна река                                      |
| Вале Маре                   | Βάλε Μάρε      | Мег. Потами | Μεγ. Ποτάμι  | река на СИ от Църна река, приток на Латомирица                    |
| Скупиот                     | Σκουπιότ       | Скопия      | Σκοπιά       | възвишение на И от Църна река                                     |
| Пърнар                      | Παρνάρ         | Пурнария    | Πουρνάρια    | местност на И от Църна река                                       |
| Паделища                    | Παδελίστα      | Аплорема    | Άπλόρεμα     | река на СИ от Църна река, името на Латомирица в горното ѝ течение |
| Ябалкуто                    | Ίμπάλκουτο     | Милиес      | Μηλιές       | възвишение на ИСИ от Църна река (338 m)                           |
| Въртук                      | Βαρτούκι       | Фидота      | Φιδωτά       | връх на СЗ от Църна река                                          |
| Гумерджоса                  | Γκουμερτζόσα   | Кумариес    | Κουμαριές    | връх на СЗ от Църна река                                          |
| Карлес                      | Κάρλες         | Краниес     | Κρανιές      | връх на СЗ от Църна река                                          |
| Гъндач                      | Γκαντάτσι      | Кокинопетра | Κοκκινόπετρα | връх на СЗ от Църна река (1607,4 m)                               |
| Гуругаса                    | Γκουρουγκάσα   | Сапия       | Σάπια        | връх на СЗ от Църна река (1248 m)                                 |
| Урджана                     | Ούρτζάνα       | Аркуда      | Άρκούδα      | връх на СЗ от Църна река                                          |
| Падикоферка                 | Παδικοφέρκα    | Фтерес      | Φτέρες       | връх на СЗ от Църна река                                          |
| Баруци или Барущи           | Μπαρούστι      | Митакас     | Μύτακας      | връх на СЗ от Църна река (1006,6 m)                               |
| Вале Дулуни                 | Βάλε Ντουλούνι | Дирема      | Δίρεμα       | река на С от Църна река, десен приток на Коджадере                |
| Пресека                     | Περσέκα        | Лемос       | Λαιμός       | местност на С от Църна река                                       |
| Цанга                       | Τσάγκα         | Ститос      | Στήθος       | възвишение на С от Църна река                                     |
| Вале Мисали или Вале Мисале | Βάλε Μισάλε    | Рема Михали | Ρέμα Μιχάλη  | река на С от Църна река, името на Паделища в горното ѝ течение    |

| Година    | 1913 | 1920 | 1928 | 1940 | 1951 | 1961 | 1971 | 1981 | 1991 | 2001 | 2011 | 2021 |
| --------- | ---- | ---- | ---- | ---- | ---- | ---- | ---- | ---- | ---- | ---- | ---- | ---- |
| Население | 812  | 696  | 846  | 1110 | 763  | 880  | 665  | 493  | 390  | 372  | 369  | 240  |

## Личности
Родени в Църна река
- Атанас Бечев (Αθανάσιος Μπέτσης,? – 1912), селски ръководител на гръцката пропаганда,[24] убит от българи
- Трайко Дурчовски (р. 1943), художник от Северна Македония
- Траянос Гагос (1960 – 2010), гръцки папиролог

Починали в Църна река
- Андон Иванов Терзиев, български революционер, деец на ВМОРО, убит през април 1905 година край Църна река[25] заедно с Тано Тумбенчето[26]
- Гоно Балабанов (? – 1904), български революционер от ВМОРО
- Гоно Доямов (1880 – 1948), андартски деец
- Мильо Понов Камберов (? – 1904), български революционер от Гевгели, четник на ВМОРО, загинал на 26 юни 1904 година в Падалище край Църна река[27]
- Михаил Христо Златарев (? – 1904), български революционер от Ошин, деец на ВМОРО, убит на 26 юни 1904 година в Падалище край Църна река[28]
- Тано Тумбенчето (? – 1905), български революционер от ВМОРО, четник при Апостол войвода[29]